# 10385 Amaterasu
10385 Amaterasu (1996 TL12) là một tiểu hành tinh vành đai chính được phát hiện ngày 15 tháng 10 năm 1996 bởi Yoshisada Shimizu và Takeshi Urata ở Đài thiên văn Nachi-Katsuura.